# Лавы (Брестская область)
Лавы (бел. Лавы) — деревня в Дрогичинском районе Брестской области Белоруссии. Входит в состав Антопольского сельсовета.
До 17 сентября 2013 года деревня относилась к Детковичскому сельсовету. В 2013 году Детковичский сельсовет был упразднен, а входящие в его состав населенные пункты переведены в Антопольский сельсовет

## История
Деревня расположена среди лесов и болот. Сам топоним «Лавы», обозначающий «поперечную речную мель, каменистую гряду» в Белоруссии приобрел значение «помост, кладка через реку», а в болотистых местностях, подобным тем, что окружали деревню Лавы — помосты, ведущие через болота или через запруженные водой при паводке участки.
Первое упоминание о деревне относится к XVI веку, когда это было селение, относящееся к Дрогичинскому повету Великого княжества Литовского. По описи 1591 года в ней было отмечено 16 домов.. После раздела Польши эта территория вошла в состав Российской империи.
В Первую Мировую войну деревня выгорела.
В 1920 году эти земли были заняты Польскими войсками и отошли к Польше.
Со 2 ноября 1939 года до начала Великой Отечественной войны Лавы была в составе Белорусской ССР. С 1941 года деревня находилась под немецкой оккупацией. В эти годы в окрестных лесах действовали партизанские отряды. После одной из стычек немцы сожгли деревню, правда почти все жители успели укрыться в болотах, но погибла одна пожилая женщина.. Двое жителей деревни погибли на фронте.
В 1944 году при освобождении Белоруссии Лавы вновь в составе Белорусской ССР, с 1991 года — в составе	Республики Беларусь.
Проблема паводкового подтопления в Лавах была решена уже в советское время в результате работ по мелиорации. В XX веке разрабатывалось находящееся поблизости месторождение торфа. На окрестных болотах добывали ягоду..

## Население
| 1959 | 1970 | 1995              | 2005               | 2009 | 2014 | 2023            |
| ---- | ---- | ----------------- | ------------------ | ---- | ---- | --------------- |
| 45   | ↗46  | ➘4 дома 7 жителей | ➘3 дома, 6 жителей | ➘4   | ➘2   | 1 дом, 2 жителя |